# Réactif de Benedict

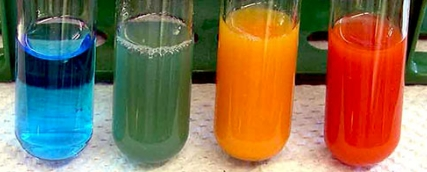
Test de Benedict pour les aldéhydes, les alpha-hydroxy-cétones et les hémiacétals.

Le réactif de Benedict  (appelé aussi solution de Benedict ou  test de Benedict) est un réactif chimique capable de détecter certains oses, les flavonoïdes et les coumarines. Il a été découvert en 1908 par le chimiste américain Stanley Rossiter Benedict.

## Composition
Le réactif de Benedict est constitué de deux solutions : une première solution de carbonate de sodium et de citrate de sodium dissous dans l'eau, à laquelle on ajoute une seconde solution de sulfate de cuivre(II) pentahydraté. Un litre de solution contient :
- 100 g de carbonate de sodium ;
- 173 g de citrate de sodium ;
- 17,3 g de sulfate de cuivre(II).

Ce réactif est une sorte d'ersatz de la liqueur de Fehling dans laquelle l'hydroxyde de sodium est remplacé par le carbonate de sodium, ce qui le rend moins fort, et le citrate remplace le tartrate ce qui le rend plus stable.

## Utilisation
Le réactif de Benedict est utilisé pour détecter la présence d'oses réducteurs, incluant les monosaccharides, les disaccharides, le lactose et le maltose. De façon encore plus générale, le test de Benedict est capable de détecter la présence d'aldéhydes (non aromatiques) et les α-hydroxycétones, incluant celles appartenant aux cétoses. Même si le fructose (cétose) n'est pas une α-hydroxycétone, il donne un résultat positif au test car il est converti en aldoses, glucose et mannose, par la base présente dans le réactif.

## Réaction
Le sulfate de cuivre réagit avec les oses réducteurs : les ions cuivre(II) (Cu2+) sont réduits en ions cuivre(I) (Cu+). Ces derniers forment un précipité rouge d'hydroxyde de cuivre(I) insoluble dans l'eau :
R-CHO + 2 Cu2+ + 4 OH− → R-COOH + 2 CuOH + H2O.